# Plaatsvector

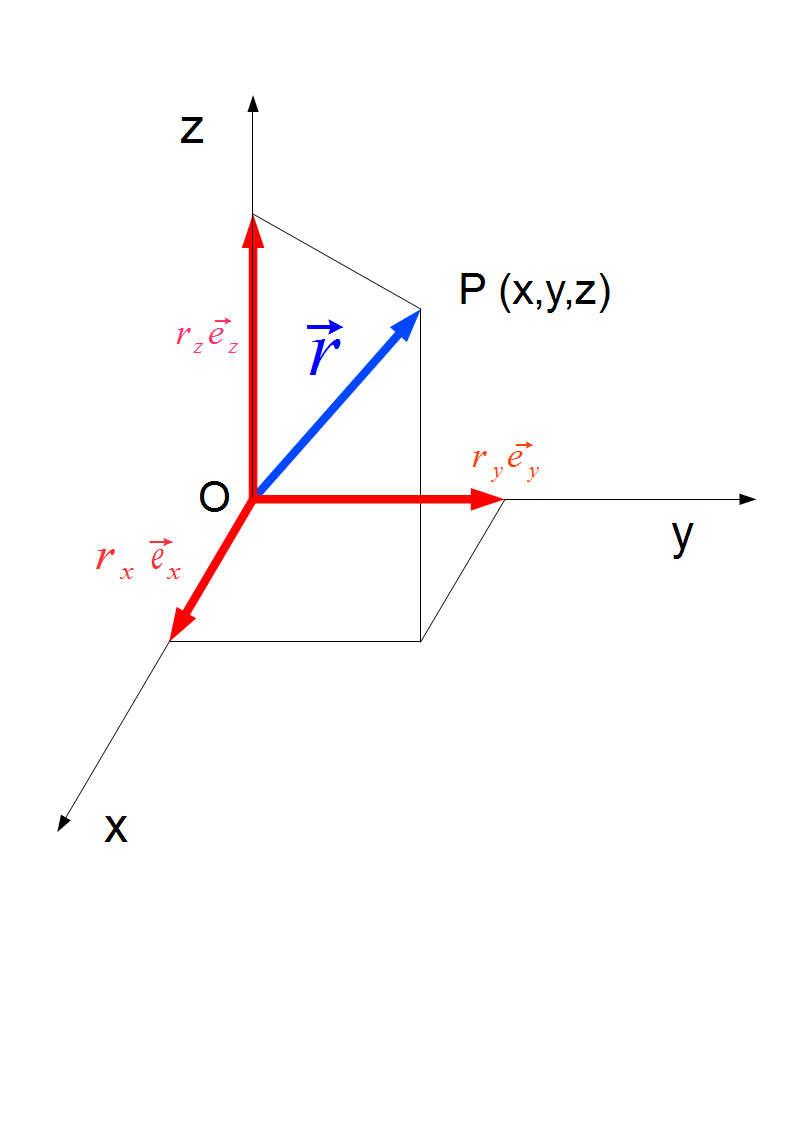
Plaatsvector van het punt
, en

Een plaatsvector, positievector of voerstraal is een  vector die op het platte vlak of in een euclidische ruimte met een oorsprong de plaats aangeeft van een punt ten opzichte van de oorsprong. Een plaatsvector kan worden weergegeven als een pijl die begint in de oorsprong en eindigt in het punt waarvan de plaats wordt bepaald.
Na de keuze van een basis zijn de coördinaten van de plaatsvector getalsmatig gelijk aan de coördinaten van het punt {\displaystyle P} dat men wenst te bepalen. Het gaat bij een tweedimensionaal vlak om twee coördinaten en in een driedimensionale ruimte om drie coördinaten.
Bijbehorende vectoren met ook de dimensie lengte zijn bijvoorbeeld verschil- en verplaatsingsvectoren.

## Voorbeeld met drie dimensies
In een driedimensionale euclidische ruimte is een cartesisch assenstelsel gegeven met de eenheidsvectoren {\displaystyle \mathbf {e_{x}} ,\ \mathbf {e_{y}} ,\ \mathbf {e_{z}} }. Van het punt {\displaystyle P} met de coördinaten {\displaystyle x,y} en {\displaystyle z}, is {\displaystyle \mathbf {r} ={\vec {OP}}} de plaatsvector. Dan is
{\displaystyle \mathbf {r} =x\mathbf {e_{x}} +y\mathbf {e_{y}} +z\mathbf {e_{z}} =\mathbf {r} _{x}+\mathbf {r} _{y}+\mathbf {r} _{z}}
Daarin zijn {\displaystyle \mathbf {r} _{x}=x\mathbf {e_{x}} }, {\displaystyle \mathbf {r} _{y}=y\mathbf {e_{y}} } en {\displaystyle \mathbf {r} _{z}=z\mathbf {e_{z}} } de drie componenten in de {\displaystyle x}-, {\displaystyle y}- en {\displaystyle z}-richting van de plaatsvector {\displaystyle \mathbf {r} }.